# Локалитет Каструм
Локалитет Каструм је археолошки локалитет из I-II и IV века који се налази у селу Сип (Нови Сип), општина Кладово.

## Регистар непокретних културних добара
Локалитет Каструм је уписан у регистар Непокретних културних добара на територији општине Кладово 20. марта 1986. године на основу Решења РЗЗСК 537/1 од 25.05.1966. године - ПОТОПЉЕНО. Редни број у локалном регистру је АН 06, у централном регистру АН 051.

## Опис локалитета и пронађених налаза
Локалитет Каструм у селу Сип, код Кладова, се налази на улазу у сипски канал. Локалитет је мање правоугаоно утвђеље са квадратним кулама на угловима. Настао је између I-II и IV века, у доба формирања римског лимеса.
Истог дана када је локалитет Каструм утврђен за културно добро, дана 25. маја 1966. године, уписан је и као потопљен локалитет.